# قره‌ضیاءالدین
قره‌ضیاءالدین یکی از شهرهای استان آذربایجان غربی در شمال غرب ایران است. این شهر مرکز شهرستان چایپاره می‌باشد. شهر قره‌ضیاءالدین در بخش مرکزی شهرستان چایپاره واقع شده است.
این شهر پیش‌تر یکی از شهرهای شهرستان خوی به‌شمار می‌رفت. جمعیت این شهر در سال ۱۳۹۵ خورشیدی بالغ بر ۲۶٬۷۶۷ نفر بوده است که از این تعداد ۱۳٬۶۶۶ نفر مرد و ۱۳٬۱۰۱ نفر زن بوده‌اند؛ همچنین شمار خانوارهای این شهر، ۷٬۸۱۹ خانوار بوده است.
قسمت‌های قره ضیاءالدین امروزی ترکیبی از روستاهای میرزا کندی، آوک و حاچا می‌باشد که در حال حاضر اراضی مربوط به آوک به آوک یئرلری و مزارع مربوط به حاچا به حاچا یئرلری معروف هستند.

## نام‌های منطقه‌ها
- چایپاره (چایپارا): در مورد وجه چایپاره (چایپارا) این نظر وجود دارد: عده‌ای بر این عقیده هستند که چایپاره درست است و دلیل آن این که رودخانه (آغ چای) با مسیر حرکت غرب به شرق، این بخش را به دو قسمت یا پارهٔ مساوی تقسیم می‌کند. نام چایپاره از کلمهٔ «چای» در زبان ترکی به معنای رودخانه و «پارآ» در زبان فارسی به معنای تکه و قسمت شده یا در زبان ترکی به معنای گرانبها تشکیل شده است. همچنین عده‌ای بر این عقیده‌اند به خاطر وابستگی بخش عظیمی از کشاورزی شهرستان به رود آغ چای این نام‌گذاری صورت گرفته و چای در ترکی به معنای رودخانه و پارا نیز در ترکی به معنای گرانبها و ارزشمند می‌باشند و معنای نام این شهرستان هم رود گرانبها می‌شود.
- قره ضیاءالدین:در بین اهالی منطقه به صورت قره ضیادین(qərəziyadin)تلفظ می‌شود. این نام از دو بخش مجزا تشکیل یافته است: یک قسمت آن «قره» یا «قرا» است و نام «ضیاءالدین» هم بخش دوم آن بوده است. قره یا قراء در بسیاری از کاربردهای سایر مناطق ترک‌نشین به معنی بزرگ و با عظمت و باشکوه معنی می‌شود مثلاً قره داغ = کوه بزرگ و با شکوه یا قره باغ= باغ بزرگ و با شکوه قره چای و قره آغاج و… لازم است ذکر شود در منطقه روستاهایی هم به همین نام وجود دارد مثلاً روستای قره آغاج و…

روستای قدیمی این شهرستان عبارت اند از: تاج خاتون، چورس، خانگاه، قره آغاج، حاجیلار، بسطام،..
لازم است ذکر شود که در بسیاری از موارد از روستای خانگاه (محل زندگی خان هاًاحمدی") اشتباهاً به صورت خانقاه (محل جمع خانه پیروان اهل حق یا علوی و… (جمع خانه دراویش)) نیز استفاده شده است که این منطقه کاملاً با این معنی در تضاد می‌باشد و هیچگونه اهل حق، علی‌الله، گوران و… وجود ندارد و همه ترک‌زبان می‌باشند.

## مردم‌شناسی

### جمعیت
جمعیت شهر قره ضیا الدین در سرشماری سال ۱۳۹۵، برابر با ۲۶٬۷۶۷ نفر بوده است.

### زبان
اهالی شهر قره ضیا الدین و شهرستان چایپاره، همگی ترک‌زبان بوده و دارای مذهب شیعه هستند.

## آثار تاریخی منطقه چایپاره
- قلعه اورارتویی روستاهای بسطام: قلعه مذکور متعلق به تمدن اورارتویی سده ۸ (پیش از میلاد) واقع در غرب شهر قره ضیاءالدین به مسافت ۷ کیلومتر از شهر قره ضیا ءالدین. برابر سنگ نوشته‌ای که در بالای در قلعه مخروجه دژ بسطام به طول ۷۲ و به عرض ۱۶ سانتی‌متر به خط میخی بدست آمده چگونگی احداث قلعه مذکور چنین توصیف شده است:

روسا پسر ارگشتی این معبد را برای خالدی خدا بر پا کرد به نیروی خدا. روسا پسر ارگشتی سخن می‌گوید: این سرزمین خالی بود و چیزی در اینجا بر پا نشده بود و همانطوری‌که خدای به من فرمان داده است من در اینجا بنا ساختم و این‌جا را شهر روسا نامیدم. روسا پسر ارگشتی می‌گوید هر کس که این نبشته را منهدم کند و به آن زیان رساند یا آن را بشکند خالدی خدای او را به وسیله خدای هوا و خدای آفتاب و خدایان دیگر برخواهد انداخت و در زیر آفتاب نامی از خود نگاه نتواند داشت. منم رو سا پسر ارگشتی شاه نیرومند شاه کشورها سرور شهر توشیا. 

هر چند سنگ نوشته‌های دیگری از تمدن اورارتویی از منطقه بدست آمده اما از متن سنگ نوشته مذکور چنین بر می‌آید که روسا پسر ارگشتی قلعه بسطام را معبدی برای خالدی بنا کرده است که نام اولیه آن روزاهلنی بوده است ولی از آنجا که زیر بنای این شهر را روسا پسر ارگشتی گذارده است در منابع ارمنی این قلعه به نام شهر روسا معروف گردیده است که پروفسور هینتس هم برابر این اطلاعات شهر مزبور را روسا نامیده است.
علاوه بر موارد فوق در قلعه بسطام آثار مربوط به ارمنیان نیز موجود می‌باشد که به نام اورارتویی معروف است ولی در حفاری‌های محوطه قلعه قرون وسطی در ارتفاعات قلعه بسطام سنگی با لبه‌های نامنظم به دست آمده که نقش صلیب ارمنی بر روی آن کنده شده است. با انحلال و شکست اورارتوها از دولت‌های همسایه، ارمنیان تازه‌وارد تمدن اورارتوی در منطقه شدند و در طول اقامت طولانی خود در منطقه آثار تاریخی چندی از خود بجا گذاشته‌اند که نمونه‌هایی از آن تا بحال باقی است که از جمله آن‌ها یک قلعه و یک اتاق به نام بوزخانه در قسمت جنوبی شرقی روستای مذکور می‌باشد.
پل دوقوز کورپی (نه پله): در فاصله پنج کیلومتری جاده ترانزیتی ماکو پل دو قوز گوز یا پل کسیان در دوره قاجاریه توسط مهندسین خارجی بنا شد. پل تاریخی دوقوز گوز ۷۰ متر طول، چهار متر عرض و پنج متر ارتفاع دارد و با سنگ سفید بنا شده است. این پل در اوایل دوره محمد رضا شاه توسط احمد خان بیات ماکد مرمت گردید ولی با احداث جاده ترانزیتی ایران – اروپا، جاده حمزیان و به تبع آن پل مزبور ارزش و اهمیت خود را از دست داد ولی به خاطر سبک معماری خاص خویش به یکی از آثار تاریخی منطقه تبدیل گردید.
- قرمزی مسجد چورس: در دوره صفویه شهرهای مرزی ایران به دلیل حمله‌های مکرر نظامیان عثمانی ارزش و اعتبار خود را از دست دادند و از آنجا که شهر خوی نیز در منطقه مرزی دو کشور واقع بود ویران و مرکزیت آن به روستای چورس انتقال یافت. با رونق روستای چورس که امنیت و آبادی آن از زمان سلطان خان سوء باشی آغاز و تا دوره ایوب خان و پسرش مرتضی قلی خان بزرگ ادامه یافت و با انعقاد معاهده قصر شیرین (ذهاب) در سال ۱۰۴۹ ه‍. ق، با صلح نسبی که میان دو کشور ایجاد شد با رونق راه‌های تجاری قدیم (جاده خوی-طرابوزان، شاخه‌ای از جاده ابریشم) چورس از این رونق اقتصادی بهره‌ها برده و بناهایی در آن روستا ساخته شد که از بناهای زیبای آن دوره می‌توان به مسجد اقعی (قرمزی مسجد) چورس اشاره نمود.

تاورنیه، بازرگان و جهانگرد مشهور فرانسوی در دوره صفویه با مشاهده چورس دربارهٔ آن می‌نویسد:

از کوتیکار می‌رود به خلوت به کوجیا به دارکاون به سلیمان سرا این چهار مکان آخری عبارت است از ۴ کاروانسرا که بالنسبه راحت ترند. از سلمان سرا می‌روند به کورس و بیگ آن خراج‌گذار شاه ایران است و در قلعه‌ای کهنه در دو کیلومتری آن اقامت دارد و در آنجا باید برای هر مال التجاره ۹ عباسی حق گمرگ ادا کرد و به‌علاوه سوغات برای بیگ عبارت است از چند کله قند و جعبه‌های شیرینی و کوزه‌های مربا، زیرا که تعارف نقدی خلاف احترام است و به شرافت بیگ برمی‌خورد در کورس شراب خوب یافت می‌شود و ازآنجا به دو هاقلی (اوغلی).... 

قرمزی مسجد که به مسجد مرتضی قلی خان معروف است، بنایی است به طول و عرض ۱۹ * ۹۱ متر و با زیر بنایی به مساحت تقریبی ۳۶۰ متر مربع دارای چهار ستون سنگی در داخل مسجد که طاق‌ها و گنبدهای مسجد بر روی این ستون‌ها استوار است تماماً سنگی و به صورت هشت بعدی و در بالای ستون‌ها چهار بعدی و بزرگ‌تر می‌باشد. ارتفاع هر ستون ۲ متر و محیط ستون‌ها در پایین ۶۰/۲ و در بالای ستون ۳۳/۳ متر می‌باشد. ارتفاع سقف از کف مسجد در محل قوس هر ستون و دیوار ۴ متر و در وسط گنبدها حدود ۶ متر می‌باشد حجاری مختصری نیز که به ستون‌ها شکل یک گل را می‌دهد دیده می‌شود. طاق مقرنس مسجد از آجر پخته ساخته شده و دیوارهای ضخیم آن از درون مسجد از سنگ به «قرمزی مسجد» ناشی از همین سرخ رنگ بودن تمام آجرها می‌باشد.
- زیارتگاه حضرت ابوالفضل العباس: مهم‌ترین زیارتگاه منطقه چایپاره، زیارتگاه حضرت ابو الفضل واقع در روستای حمزیان می‌باشد. در مورد تاریخچه این زیارتگاه نقل است: دو نفر مالک ملک فعلی این مکان بودند که در مورد چگونگی تقسیم آن با یکدیگر اختلاف پیدا کرده و به همین خاطر یکی از آن دو نفر سهم خود را وقف حضرت عباس می‌نماید ولی شریک دوم، سهم خود را جدا نموده و شروع به به حصار کشی می‌کند در حین حصار کشی این شخص متوجه می‌شود سنگی که قبلاً در دیوار نهاده رها نموده و به محل اصلیش برگشته است این واقعه سه روز متوالی اتفاق می‌افتد که سر انجام این شخص از عمل سنگ متحیر گشته و سهم خود را وقف حضرت عباس می‌کند. در حال حاضر در این زیارتگاه تقدس یافته است. علاوه بر مناطق تاریخی فوق قسمت شمالی بزطام با مناظر زیبای طبیعی با جریان رودخانه آغ چای منظره بسیار دلربایی به وجود آورده است که در نهایت منتهی به پروژه سد آغ چای می‌گردد.
- پل دوقوز گوز (پل نُه دهنه کسیان): این پل مهم‌ترین پل ارتباطی در محور جاده حمزیان بوده که این جاده منطقه چایپاره، ماکو، شوط و پلدشت را با شهرستان خوی و سایر شهرستان‌ها در دوران پیشین بخصوص در زمان رضا شاه و اوایل دوره پهلوی دوم وصل می‌کرد. این پل در دوره رضا شاه توسط مهندسین خارجی بطول ۵۰ متر و به ارتفاع ۷ متر بر روی رودخانه آغ چای احداث و در اوایل دوره محمد رضا شاه توسط احمد خان بیات ماکو مرمت گردید ولی با احداث جاده ترانزیتی ایران–اروپا، جاده حمزیان و به تبع آن پل مزبور اهمیت خود را از دست داد ولی بخاطر سبک معماری خاص خویش به یکی از آثار تاریخی منطقه تبدیل گردید.
- یغین داش: از جمله محل‌های تاریخی اطراف قره ضیاءالدین است که مربوط به دوره جنگ‌های ایران و روس می‌شود. بنا به روایتی که بین مردم وجود دارد در یکی از جنگ‌ها عباس میرزا امر می‌کند که هر سرباز عازم جنگ سنگی برداشته و در محلی بیندازد و در هنگام مراجعت از جنگ دوباره امر به برداشتن یک سنگ از محل سنگ‌های انباشته شده می‌کند؛ لذا امروزه در حدود ۴ کیلومتری جاده سد ارس از جاده ترانزیتی بازرگان در دو طرف جاده تلی از سنگ وجود دارد که مربوط به این واقعه می‌شود.
- حمام قره ضیاالدین

## آب‌وهوا و اقلیم
| نوع داده              | فروردین | اردیبهشت | خرداد | تیر  | مرداد | شهریور | مهر  | آبان | آذر  | دی   | بهمن | اسفند | سالیانه |
| --------------------- | ------- | -------- | ----- | ---- | ----- | ------ | ---- | ---- | ---- | ---- | ---- | ----- | ------- |
| حداقل دما (سلسیوس)    | ۵٫۹     | ۱۰٫۵     | ۱۵٫۵  | ۱۹٫۵ | ۲۱٫۲  | ۱۷٫۴   | ۱۱٫۵ | ۵٫۳  | ۱٫۷- | ۶٫۶- | ۴٫۸- | ۰٫۷   | ۷٫۹     |
| حداکثر دما (سلسیوس)   | ۱۶٫۴    | ۲۰٫۶     | ۲۷٫۹  | ۳۲   | ۳۳٫۳  | ۳۰٫۵   | ۲۳٫۶ | ۱۴٫۳ | ۵٫۹  | ۱٫۳  | ۳٫۶  | ۱۰٫۴  | ۱۸٫۳    |
| بارش ماهانه (میلی‌متر) | ۴۶٫۹    | ۵۹٫۵     | ۴۲٫۴  | ۲۰   | ۵٫۶   | ۱۰٫۲   | ۱۶٫۳ | ۲۸٫۶ | ۲۱٫۶ | ۱۵٫۴ | ۱۹٫۴ | ۲۶٫۲  | ۳۱۲     |
| رطوبت نسبی (درصد)     | ۵۵      | ۵۶       | ۴۶    | ۴۳   | ۳۷    | ۴۲     | ۵۰   | ۶۳   | ۷۱   | ۷۴   | ۷۰   | ۶۲    | ۵۶      |